# Colchicum multiflorum
Colchicum multiflorum là một loài thực vật có hoa trong họ Colchicaceae. Loài này được Brot. miêu tả khoa học đầu tiên năm 1804.